# Nemain
Nemain ['Nʴevʴeð], auch Neamhain, ist eine Sagengestalt aus der keltischen Mythologie Irlands, die wahrscheinlich auf eine alte keltische Gottheit zurückzuführen ist.

## Mythologie
Im Lebor Gabala Eirenn gilt sie als Tochter des Elcmar oder Nechtan und ist gemeinsam mit ihrer Schwester Fea die Gattin des Formorenkönigs und Kriegsgottes Neit. Ihre Stimme kann auf dem Schlachtfeld die Krieger in Verwirrung stürzen. 
In anderen Sagen wird Nemainn als Erscheinungsform Machas oder Cailbs angesehen. Mit den Schlachtengöttinnen Badb und Morrígan wird sie ebenfalls in Verbindung gebracht.